# دبابة بوب سيمبل
كانت دبابة بوب سيمبل دبابة صممها وزير الأشغال النيوزيلندي بوب سمبل خلال الحرب العالمية الثانية. وذلك بسبب الحاجة إلى بناء معدات عسكرية من المواد المتاحة، تم بناء الخزان من الحديد المموج على قاعدة جرار. وكانت نيوزيلندا تخشى الاضطرار إلى الدفاع عن نفسها من الغزو الياباني دون مساعدة خارجية،
صممت وتم بنائها بدون خطط رسمية أو مخططات، وكان بها عيوب عدة في التصميم وصعوبات عملية، ولم توضع قيد الإنتاج الضخم أو استخدامها في القتال. 

## الأداء
كانت فشلًا ذريعا. كونها بنيت على قاعدة جرار كبير ومغلقة الهيكل من كل الجوانب إضافة إلى سوء بناءها. وكانت الدبابة غير مدرعة بشكل كافٍ وثقيلة جدا (20-25 طنًا) وغير مستقرة. علاوة على ذلك، كان إطلاق النار من الخزان صعبًا وغير دقيقا.  وبذلك كانت الدباية بوب سيمبل من «أسوأ الدبابات على الإطلاق».

## النتيجة النهائية
بسبب عدم جدواها، تخلص الجيش من الدبابات ألقيت في المحيط الهادئ في عام 1944، بعد إزالة دروعها. 

## روابط خارجية
- دبابة بوب سمبل أو "NI" النيوزيلندية (بالروسية)
- معلومات اللغة الإنجليزية
- دبابة بوب سمبل في كرايستشيرش (صورة)